# Aigamo
Aigamo (アイガモ) es el nombre que se da en Japón a un híbrido de ánades reales salvajes (Anas platyrhynchos) y patos domésticos (Anas platyrhynchos var. domesticus). Puesto que el pato es una raza de aves de corral que deriva del ánade real, es por ello biológicamente una variedad de ánade real, y el resultado de su apareamiento con un ánade real es también un ánade real. Los nombres "ánade real", "pato" y "aigamo" no son biológicos, sino culturales tradicionales o comerciales

## Descripción
Los híbridos de ánade real y pato son similares en el color y la apariencia de las plumas (aunque varían mucho en tamaño) a los ánades reales salvajes. Se puede criar como ave de compañía, también usados como señuelo de caza, especialmente en Europa y los Estados Unidos, y con frecuencia en Japón. Por ello esta variedad es llamada "decoy" en inglés, que es una talla de pájaro en madera coloreada (ambos se usan como señuelos de caza).

## Uso culinario
En Japón, la palabra Aigamo a menudo se asocia a su uso culinario, pero el pato Aigamo es un híbrido, el cuerpo es más pequeño y la cantidad de carne es menor que la del pato doméstico. Además, tiene poca fertilidad y tarda mucho en crecer, por lo que casi no hay casos en los que realmente se críe para carne. En comparación con la carne de pato doméstico, la carne de pato Aigamo generalmente tiene más grasa y la carne magra es tierna, y el sabor es un poco más suave que el del pato común.

## Método de cultivo Aigamo
Desde la década de 1990 se ha practicado en Japón el método de cultivo Aigamo, donde se liberan patos Aigamo en los arrozales porque se alimentan de malas hierbas y permiten reducir el uso de herbicidas. Debido a tratarse de híbridos no silvestres, la liberación de aves está estrictamente prohibida y deben ser destinados a consumo humano después del final de la temporada de cultivo con Aigamo. Además de los híbridos de ánade real y pato, también se utilizan híbridos de pato y pato de pico manchado (カルガモ, Anas zonorhyncha), que también se conocen colectivamente como método de cultivo Aigamo.

## Exterminio
El número de patos Aigamo está aumentando y existe preocupación por el impacto en la ecología de otros patos salvajes. Los patos Aigamo están siendo cazados para su exterminio en Japón.

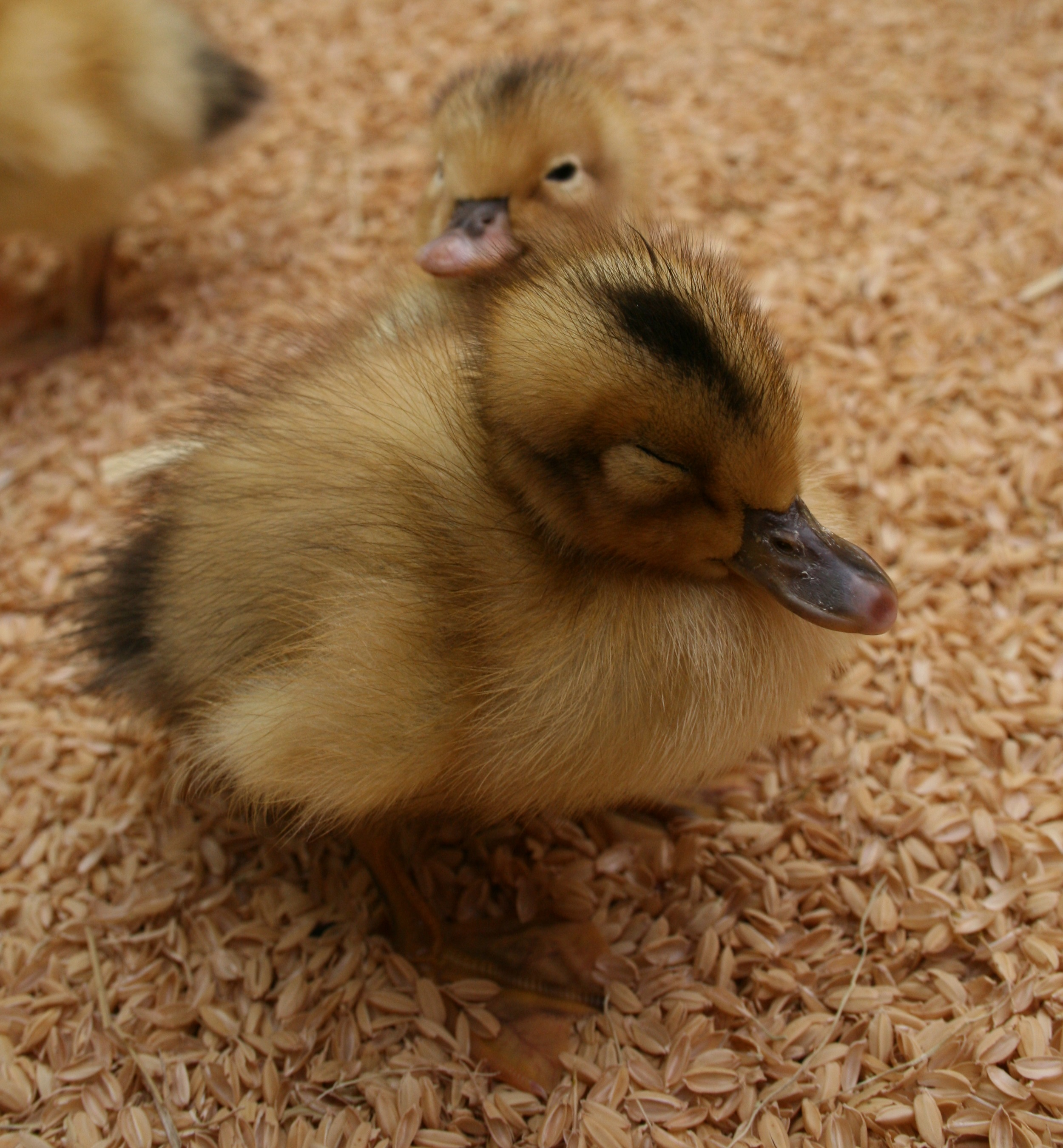
Cría de aigamo
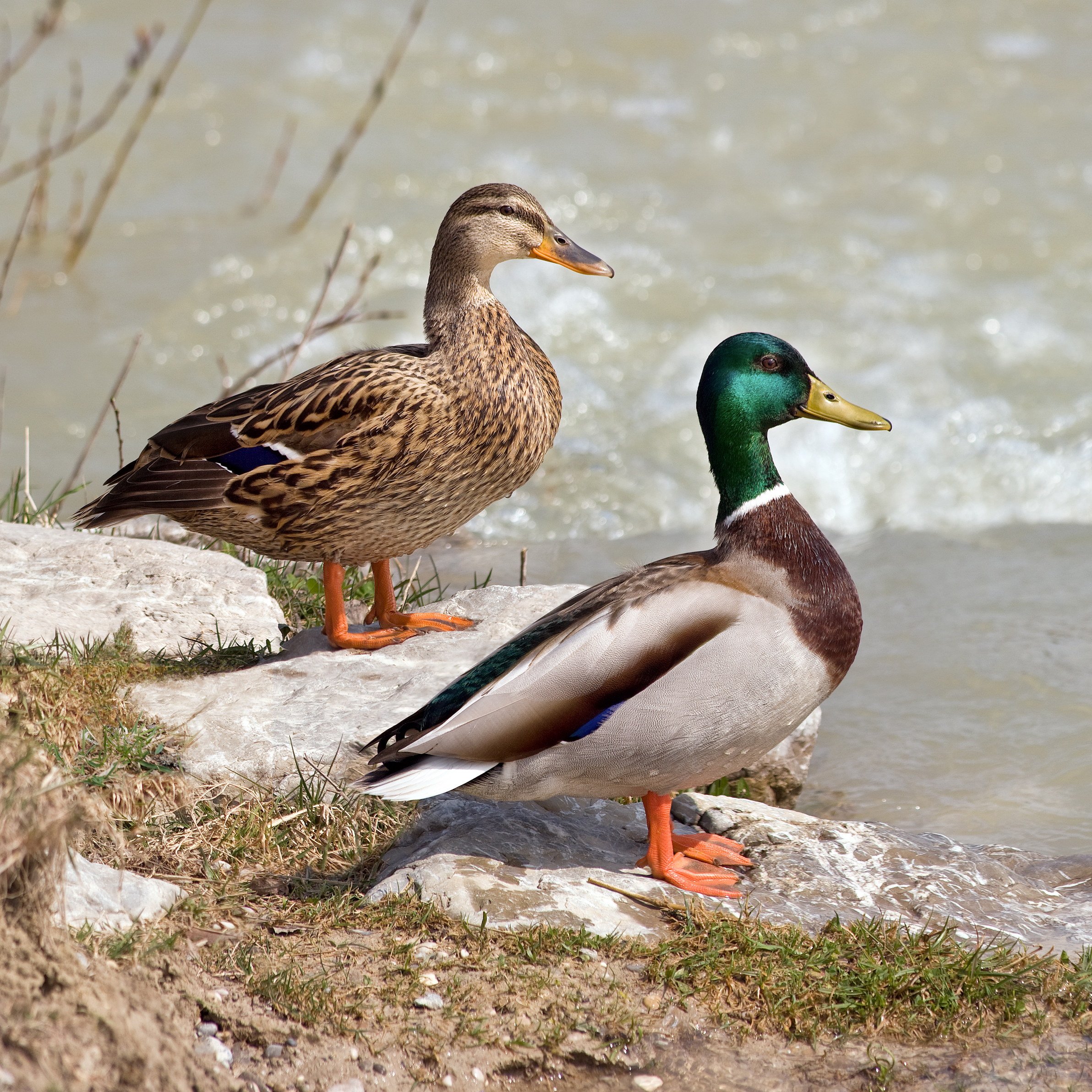
Pato salvaje Anas platyrhynchos
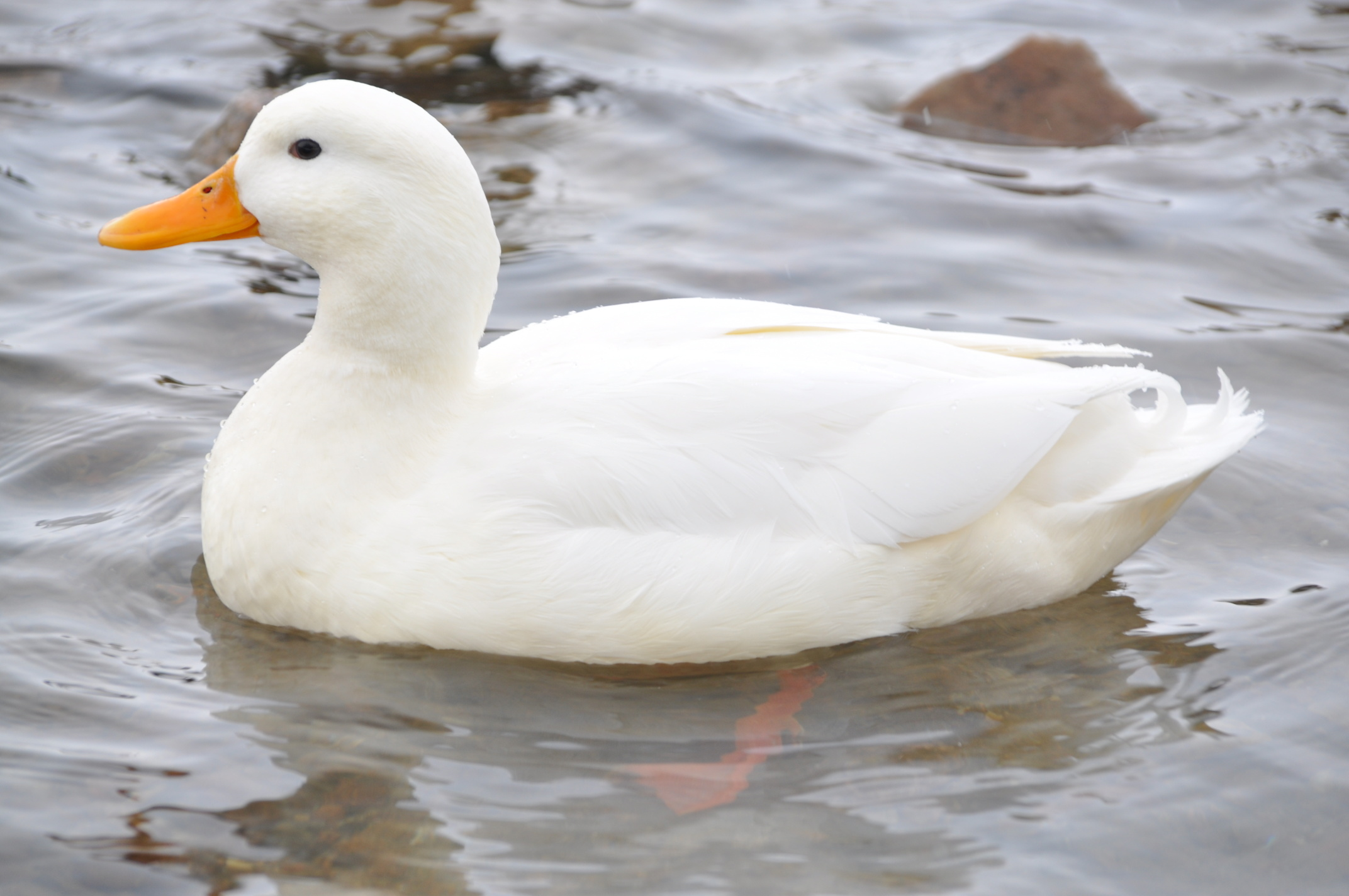
Pato doméstico Anas platyrhynchos var. domesticus